# Veine gastro-épiploïque

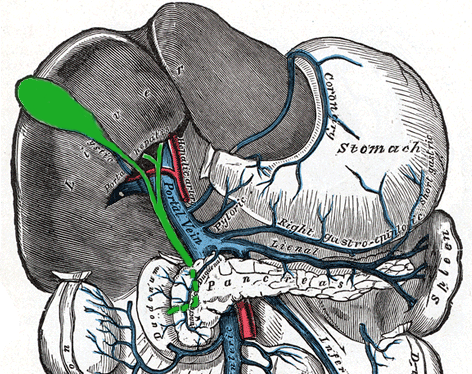
une partie de la vascularisation veineuse de l'estomac.

Les veines gastro-épiploïques ou veines gastro-omentales sont des vaisseaux sanguins qui vascularisent la grande courbure gastrique. Il en existe une gauche et une droite.

## La veine gastro-épiploïque gauche
La veine gastro-épiploïque gauche vascularise la partie verticale de la grande courbure gastrique. Son sang va ensuite se jeter dans la veine splénique et rejoindra donc le réseau porte. 

## La veine gastro-épiploïque droite
La veine gastro-épiploïque droite vascularise la partie horizontale (caudale) de la grande courbure gastrique. Elle va former ensuite avec la réunion de la veine colique supérieure droite et la veine pancréatico-duodénale supérieure et antérieur, le tronc gastro-colique de Henlé. Ce dernière se jettera ensuite dans la veine mésentérique supérieure et rejoindra donc aussi la veine porte.